# Sužid
Sužid je naselje v Občini Kobarid. Strnjena vas nad Kobariškim Blatom vrh prisojne terase pod Vriščami, ki tvorijo s Klini, Javorovim brdom, Laško lazno, Za malnom, Nemškim brdom in Kačnico široko podnožje Matajurja (1643 m). V bližini vasi teče potok Šjak, ki priteka s pobočja Matajurja. Na Sužiški planini (1107 m) je kraško brezno Lučavec.

## Zgodovina

### Kmečki upor
V Sužidu je bilo l. 1513 žarišče kmečkega upora. Uporne kmete je vodil Maver Sprudnik. Oboroženi hlapci zastavnega imetnika tolminskega gospostva Mihaela Neuhauserja so Sprudnika ujeli, ga mučili in obesili na drevo v opomin drugim upornim kmetom, ki so morali plačati 123 funtov globe. Sprudnikovi prijatelji in sosedje so ponoči skrivaj sneli mrtvega upornika z drevesa in ga pokopali na domačem pokopališču. Zato jih je Neuhauser kaznoval z dodatnimi petimi goldinarji globe. Maverjevi družini je zaplenil premoženje in jo spodil s kmetije. Preselili so se v Staro selo, kjer jih je pod zaščito vzel lastnik zemljišča. Posebna deželnoknežja komisija je l. 1524 ugotovila, da je upor s svojim ravnanjem povzročil Mihael Neuhauser, ki je bil kaznovan z odvzemom tolminskega gospostva. 

### Cerkev sv. Treh Kraljev
Cerkev sv. Treh Kraljev iz konca 15. stoletja ima Marijin kip iz 16. stoletja in fresko sv. Krištofa iz 17. stoletja na zadnji steni; bogato okrašen prezbiterij poslikan v 17. stoletju. Zgrajena je bila konec 15. stoletja in je ohranjena takšna, kot je bila zgrajena. Kasneje je bila dodana samo lopa (1710). Čedajski kapitelj je izdal dovoljenje za gradnjo 25. marca 1495. Verniki, ki so jih na zboru kanonikov zastopali Mihael iz Kobarida, Gašper iz Idrskega in Ivan iz Sužida, so obljubili, da bodo cerkev zgradili, razsvetlili, okrasili, vzdrževali in naredili vse potrebno za 12 maš na leto.
Močno šilast obok poznogotskega prezbiterija sloni na figuralnih konzolah. Freske izvirajo iz dveh obdobij: na severni strani ladje so iz dobe gotike, v prezbiteriju in sv. Krištof na zunanji južni steni pa iz baroka. Izvirne spodnje freske pripisujejo Gianu Paolu Thannerju, zgornje pa kobariškemu slikarju Luki Šarfu. Slike na severni steni predstavljajo obisk svetih treh kraljev, na južni steni prezbiterija je naslikan beg v Egipt in Jezusova smrt na križu. Na stropu, ki je bil močno poškodovan ob potresu l. 1976, so v okvirih med rebri naslikani štirje evangelisti s simboli. 
Starejši stranski oltar, verjetno delo furlanskih mojstrov krasijo kipi sv. Doroteje, sv. Apolonije, sv. Agate, sv. Egidija, sv. Kvirina in sv. Matije. »Zlati oltar« je l. 1983 obnovil pozlatar Alojz Lešnik iz Celja. V glavnem oltarju sta vdolbena letnica 1764 in latinski napis "Pet  Altaremsculpsit Antonius Vrtav" ("Pet(er) vdolbil, oltar izrezljal Anton Vrtav"). 
Na oltarju je slika Jezusovega rojstva, nastavek velikega oltarja krasita dva zavita stebra in dva navadna ob straneh. V osrednjem delu so tri niše: glavna s podobo Marije, kronane Matere božje z detetom Jezusom v naročju, pred njo kleči eden od sv. treh kraljev, za njim stojita sv. Jožef in pastir. Na levi strani stoji v niši sv. Janez Krstnik, poleg njega eden izmed sv. treh kraljev, da desni strani Boltežar z darom in sv. Elizabeta.  Oltar je bil za silo obnovljen l. 1983, še vedno pa je močno ogrožen in podvržen propadanju. Obnovo cerkve sta financirala Zavod za spomeniško varstvo in župnija Kobarid, za nekatera nujna dela je moral  poskrbeti kar kobariški dekan Franc Rupnik sam – utrditev reber, ki so ogrožala varnost ljudi. 

### Ohojakov mlin
Na Ohojakovem mlinu iz leta 1763 je mlinar leta 1789 vsekal napis v kamen:
Blikokrat je mlinar nedužno zmagan (obrekovan). Ga ni blu, in ga na bo mlinarja, deb' mogu celmu kamnu prou služit.
Kamen danes hrani Tolminski muzej. V muzeju hranijo tudi iz brezovega lubja izdelana dežna ogrinjala, ki so jih nosili še do druge svetovne vojne.

### Prva svetovna vojna
24. maja 1915 je v Sužid prišla predhodnica italijanske vojske in po pričevanju kronike vasi, ki jo je po spominu napisala Marija Kenda – Majda, takoj pobrala talce, ki so morali pospremiti njihovo nadaljevanje. Od vaščanov so tudi zahtevali, da po balkonih obesijo bele rjuhe. Okupacijska vojska je zasedla vas in kmalu so opazili, da so izginile v vasi vse mačke, zaradi česar so se namnožile podgane. Zanimivo je, da so potem tudi podgane hitro izginile.  
V času, ko so italijanski vojaki preplavili vas pa je cvetelo gostinstvo. S polno paro so obratovali krajevni gostilni »Ručnova« in »Žehova«, vinotoč »Pri Dreju« in kavarni »Pri Tresku« ter »Pri Jaku«. V zadnji gostilni v vasi, ki je obratovala še po drugi svetovni vojni, je RTV Ljubljana posnela del televizijske drame Kaplan Martin Čedermac.  
Jeseni 1915 so italijanske oblasti ustanovile v Sužidu tudi šolo in terensko ambulanto ter začeli z gradnjo ceste Staro selo – Sužid – Svino – Idrsko. Konec junija 1917 so do Sužida podaljšali železniško progo Čedad – Robič in na »Delah« postavili železniško postajo in skladišča živil in streliva. Ob prodoru avstro-ogrske vojske je bil kraj okrašen s slovenskimi zastavami, maja in junija pa so v vasi zbrali 168 podpisov v podporo Majniški deklaraciji.  

### Med vojnama
Leta 1920 so ustanovili društvo Matajur, ki je štelo 72 članov. V društvu, ki je imelo svojo knjižnico, so delovali ženski, moški in mešani pevski zbor, tamburaški zbor in dramska skupina. Zanimiva je zgodba o društvenem klavirju, ki so ga po prepovedi društva skrivali, med drugo svetovno vojno pa prodali in denar predali v partizansko blagajno. 

### Druga svetovna vojna
Odbor OF v Sužidu je 8. oktobra 1942 ustanovil Peter Skalar. V odboru so bili predsednik Ignac Manfreda, tajnik Alojz Volarič, gospodar Franc Kenda, blagajnik Andrej Breška in obveščevalka Marija Kenda. Decembra je bila ustanovljena prva celica Komunistične partije Slovenije, ženske pa so se povezale v Slovensko protifašistično žensko zvezo. 1. januarja 1943 je odšel v partizane Jože Štih – Marko, prvi partizan iz Sužida, komandant I. bataljona Gradnikove brigade. Pod previsno skalo v Skalci na pobočju Matajurja je bila maja 1943 ustanovljena sanitetna postaja št. 8.
Po osvoboditvi so 7. avgusta 1945 ponovno ustanovili prosvetno društvo Matajur pod vodstvom Marije Hrast.

#### Sanitetna postaja številka 8
Sanitetna postaja številka 8 je bila ustanovljena med pohodom Gregorčičeve in Gradnikove brigade v Benečijo maja 1943. Urejena je bila pod previsno skalo. Čez bolnišnico, v kateri je bilo prostora za deset ranjencev, je bila razpotegnjena velika plahta, tla so bila obložena s hlodi, čez katere so bile položene veje in slama, na ležišča pa nasuto nagrabljeno listje. Ob večjem številu ranjencev so postavili šotore, tako da se je lahko v bolnici zdravilo 18 ranjencev. Komandir bolnice je bil Franc Uršič – Joško, med bolj ali manj stalnim osebjem pa partizanski zdravnik dr. Aleksander Gala – Peter, Ignac Manfreda – Simon in kuhar Miha. Za oskrbo bolnice so skrbeli Sužidci Marija Kenda – Štih, Milka Volarič, Zabregarjevi, Jačevi, Franc Kenda in Kati Manfreda. Hrano in sanitetni material so prispevali praktično vsi vaščani. Čeprav je bila bolnica blizu vasi in so zanjo vedeli skoraj vsi v Sužidu, ni bila nikoli izdana. 

## Pomembne osebnosti
V Sužidu se je rodil, živel in ustvarjal avantgardni pesnik Ivan Volarič – Feo (1948 – 2010).  
V hiši pri Donjcu se je l. 1862 rodila Katarina Stres, mati pesnika Srečka Kosovela.